# Gilbert l'Universel
Gilbert l'Universel (Gilbertus Universalis) est un évêque de Londres, consacré à la tête du diocèse le 22 janvier 1128. 

## Biographie
Il fut l'un des étudiants de l'illustre école de Laon. Son érudition remarquable lui a donné son surnom et l'a mené de simple chanoine d'Auxerre (Bourgogne) à l'évêché de Londres en 1127.
Il est l'auteur d'un commentaire sur les Lamentations, le Pentateuque et les grands prophètes (Isaïe, Jérémie, Ezéchiel et Daniel). Il meurt en août 1134, probablement le 9 qui est le jour ou il est fêté.
Le village de Prégilbert, nommé ainsi depuis le XIIe siècle, tient son nom de lui.

## Éditions
- Glossa Ordinaria in Lamentationes Ieremie Prophete. Prothemata Et Liber I., Andrée Alexander (éd. et trad. en anglais), Université de Stockholm (Studia Latina Stockholmiensia), 2005